# Ludwig Revolution
Der Manga Ludwig Revolution (jap. ルードヴィッヒ革命, Rūdovihhi Kakumei) stammt aus der Feder der Mangaka Kaori Yuki. In diesem Manga schildert die Mangaka ihre Sichtweise der Märchen der Brüder Grimm. Dementsprechend verlaufen die Märchen zumeist anders als bekannt. Die Serie wurde 2012 und 2013 mit Ludwig Fantasia (ルードヴィッヒ幻想曲 Ludwig Gensōkyoku) fortgesetzt.

## Handlung

### Erster Band
Zentrale Figur der Geschichte ist der Prinz Ludwig, der mit seinem Diener Wilhelm auf Brautsuche geht. Ludwig ist ein zwiespältiger Charakter, nekrophil veranlagt und ein Bishōnen. Auf seiner Brautsuche trifft er dabei die unterschiedlichsten Märchengestalten. So entpuppt sich Schneewittchen zwar als äußerst schöne, aber auch äußerst berechnende Machtfrau, die sogar mit Ludwigs Vater ins Bett steigt und die Prinz Ludwig nur zur Machterfüllung benutzen will. Rotkäppchen hingegen wurde durch eine Intrige Ludwigs zur Elternmörderin und arbeitet nun als Auftragskillerin. Ihr Ziel ist es jedoch, Ludwig zu töten. Dornröschen wiederum entpuppt sich als einsame Seele, die durch ihre eigene Verzweiflung in die selbstgewählte Isolation geriet. Hierbei erscheint auch die Hexe Dorothea, die Frederike (Dornröschen) einst mit diesen ominösen Zauber belegte. Und zum Schluss kämpft Ludwig mit Blaubart um eine Frau, nur um zu erkennen, dass Blaubart eine verletzte Seele ist, die ihm ähnelt.

### Zweiter Band
Im zweiten Band trifft Ludwig, kurz auch Lui genannt, auf weitere Prinzessinnen. Darüber hinaus verfolgt ihn Rotkäppchen als Auftragskillerin und das ominöse Geschwisterpaar Hänsel und Gretel tritt auf. Außerdem tauchen am Anfang des Mangas Luis angeblicher Stiefbruder Julius und seine Mutter Petronella auf. Diese beiden sind dafür verantwortlich, dass Rotkäppchen und auch später die Geschwister Hänsel und Gretel versuchen, Ludwig mit allen erdenklichen Mitteln zu beseitigen, damit Julius nach des Königs Tod den Thron für sich beanspruchen kann. In den vielen kürzeren Geschichten lernt Ludwig zuerst Rapunzel kennen, die in einem Turm eingesperrt ist, jedoch nur deshalb, weil sie Geisterhaar besitzt. Dieses Haar kann, wenn Rapunzel wütend wird, furchtbar lang werden und Menschen töten. Ludwig verhilft Rapunzel zur Flucht und bringt sie später mit Prinz Silvio zusammen, der schon lange in Rapunzel verliebt ist. In dem eher unbekannten Märchen Jungfrau Maleen trifft Ludwig auf Maleen, die in einem Turm eingesperrt ist, bis Ludwig sie rettet. Sie setzt alles daran, ihn zu heiraten und scheut sich nicht davor, sich als Prinzessin auszugeben. Ludwig durchschaut sie und muss erkennen, dass Maleen eigentlich schon tot ist. Verwandelt in den Froschkönig lernt er die Prinzessin Kathrein kennen, die eigentlich keinen sehnlicheren Wunsch hat, als auf einen richtigen Tanzball zu gehen, nicht etwa einen goldenen Ball zu besitzen. In Die Gänsemagd lernt Ludwig die Prinzessin Albertina und ihre Zofe gleichen Namens kennen. Er hilft dem Otaku-Prinz Christo die richtige Albertina zu finden. Es stellt sich jedoch heraus, dass die Zofe, die eigentlich die Prinzessin sein sollte, die Tochter einer Hexe ist und nur eine Zofe ist. So wird auch klar warum Falada, das Pferd der Zofe, sprechen konnte: es war ein Zauberpferd.

### Dritter Band
Der dritte Teil startet mit der tragischen Lebensgeschichte der Geschwister Hänsel und Gretel und wie sie zu ihren „Job“ kamen. Nach den gescheiterten Attentaten, beschließt Ludwig nach Hause zurückzukehren, doch auf dem Weg verhindert ein Erdrutsch die Weiterreise. Dann trifft er auf zwei hübsche Schwestern und deren Stiefschwester Aschenputtel. Diese liebt es unglücklich zu sein und hat einen Komplex wegen ihrer „Quadratlatschen“. Das Aschenputtel war einmal dem Königssohn „Balduin“ (ein sexuell desinteressierter Reptilienfanatiker) begegnet und ist ihm seitdem verfallen. Während eines Balls, zu dem Ludwig ihr verholfen hat, tauchen Hänsel und Gretel, die Lisette (Rotkäppchen) als ihre Geisel halten, wieder auf und erkennen, dass sie den Auftrag haben, ihren „Engel“ (Prinz Ludwig) zu beseitigen. Während die Geschwister nicht wissen, ob sie Ludwig nun töten sollten oder nicht, entdeckt Balduin, dass es Aschenputtel war, der er einst auf einer Wiese begegnete. Nachdem „Ascherl“ geflohen war, ließ der Prinz sie mit Hilfe ihres von Ludwig geliehenen Schuhs finden. Bei einem Gespräch im Tropenhaus des Schlosses kommt heraus, dass Ascherl damals Isolde, den geliebten Gecko des Prinzen, zertrampelt hatte und dieser sich nun an ihr rächen wollte. Als diese aber für kurze Zeit verschwindet, tauchen wieder Hänsel und Gretel mit Lisette im Gepäck auf und stecken das Tropenhaus in Brand, wobei sie selbst in den lodernden Flammen untergehen. In letzter Sekunden können sich Lui, Will, Ascherl (mit Isolde in ihrer Bluse) und Lisette retten. Als Balduin erkennt, dass Ascherl sich nicht wie manch anderer vor seinem Hobby ekelt, verspricht er ihr, sie zu heiraten. Am Ende beauftragt Ludwig Lisette damit, eine bestimmte Person für ihn ausfindig zu machen, und setzt seine Reise fort.

## Veröffentlichung
Der Manga startete in dem Manga-Magazin Melody Ausgabe 1/1999, wechselte dann zur Bessatsu Hana to Yume, dann zur Hana to Yume und schließlich wieder zurück. Der erste Sammelband (Tankōbon) von Ludwig Revolution erschien 2004 in Japan bei Hakusensha. 2007 erschien schließlich der letzte der vier Bände. Von 2005 bis 2007 wurde die Serie bei Carlsen Manga auch vollständig auf Deutsch veröffentlicht. Die Übersetzung stammt von Jana Hartwig. Eine französische Ausgabe erschien bei Edition Tonkam und eine polnische bei Japonica Polonica Fantastica.
Eine Fortsetzung erschien von Februar 2012 bis September 2013 als Ludwig Gensōkyoku im Bessatsu Hana to Yume in Japan sowie später in einem Sammelband. 2023 erschien dieser in einer Übersetzung von Lasse Christian Christiansen bei Carlsen auf Deutsch als Ludwig Fantasia.
Im November 2006 erschien bei Geneon Entertainment ein Hörspiel zum Manga auf CD. Darin sprechen Tomokazu Sugita als Ludwig, Wataru Hatano als Wilhelm, Miyuki Sawashiro als Friederike, Yumi Kakazu als Dorethea und Akiko Yajima als Blanche.

## Rezeption
Die deutsche Zeitschrift AnimaniA schreibt, die Reise durch die Neuinterpretationen bekannter Märchen mache viel Spaß, man müsse aber auch mit Kaori Yukis skurrilem Humor und ihrem Hang zu brutaler Grausamkeit rechnen. Die Zeichnungen böten „filigrane Kunst und unheimlich üppige Bilder, deren düstere Stimmung durch viele schattierte Stellen hervorragend zum Ausdruck gebracht wird“. Durch kantige Strichführung würde dem Prinzen und dessen Mitspielern ein älteres, aber unschuldiges Äußeres verliehen.